# Szilágyi Ferenc (tanár)
Szilágyi Ferenc (Somlyóújlak (Szilágy vármegye), 1762. október 4. – Kolozsvár, 1828. december 4.) református teológiai tanár, Szilágyi Ferenc történész édesapja.

## Élete
Közép- és felsőiskolai tanulmányait Kolozsvárt befejezve külföldre ment, és 1788 szeptemberében a leideni, 1791 tavaszán pedig a Göttingeni Egyetem hallgatói közé lépett. Hazájába visszatérve, idősebb Bethlen Pál gróf két unokája mellett nevelősködött. 1794-ben kolozsvári lelkésszé, 1797. szeptember 8-án a történelem és klasszikai irodalom tanárává választották meg. Akkoriban a hivatalos életben, így az oktatásban is a latin nyelv uralkodott, ő volt az első ebben az iskolában, aki a történelmet magyarul kidolgozta és előadta. 1821. szeptember 25-én, miután tanszékét fia, Szilágyi Ferenc vette át, a teológia tanára lett. Kiváló szónok és tudós volt.
Cikke az Erdélyi Múzeumban (VI. 1817. A közönséges oskolai nevelésnek a házival összehasonlítása).

## Munkái
- Chrestomathia latina, in usum infimae classis latinae collecta et edita. Claudiopoli, 1805
- Livius enucleatus. In usum juventutis lingvae latinae studiosae... uo, 1807
- Centum quatuor historiae sacrae, quas collegit et germanico sermone edidit Joannes Hübner. Latine reddidit M. Ábr. Krigel. Recudi curavit, adjecta historia sacrae scripturae literaria... uo, 1809
- Deák grammatika. Az alsóbb classisok számára... uo, 1814 (2. kiadás, uo. 1818)
- Historia universa politica in subsidium praelectionum concinnata. Pars prior. Historiam antiquam complexa. uo, 1816
- A reformátzio harmadik századjának innepén tartott beszéd, a Kolosvári evangelico-reformátusok nagyobbik templomi gyűlésében, 1818. január 11.
- L. Junii Moderati Columellae de re rustica lib. XII. uo, 1820
- Az oskoláknak fontos voltokról, az emberiségre való nagy befolyásáról. uo, 1821 (a kolozsvári ref. kollegium nagy auditoriumának 1818. jún. 25. felszentelésekor)
- Gyászbeszédei, megjelenési évük szerint (nyomattak Kolozsvárt), melyek a következők felett tartattak: Mara Lőrinczné Dániel Kata 1795, Gr. Bethlen Pál 1796, Gr. Kendeffi Jánosné Gr. Teleki Polyxena 1799, Gr. Gyulai József 1800, Gr. Kendeffi János 1801, Gr. Bethlen Pál 1802, Gr. Kendeffi Rákhel 1802, Gr. Bethlen Anna 1802, Br. Kemény Miklósné Gr. Vass Krisztina 1805, Pataki Sámuel 1805, Gr. Toldalagi László 1806, Vita Sámuel 1807, Gr. Rhédei Mihályné Br. Bánffi Terezia 1807, Méhes György 1809, Katona Mihály 1810, Gr. Rhédei Kata Gr. Teleki Lajosné, Gr. Teleki Sára 1814, Gr. Teleki József (Pest) 1819, Pap Mihály 1820, Gr. Bánffi György 1822 és Gr. Rhédei Ádámné, Gr. Teleki Mária 1826
- Levelek id. Szilágyi Ferenchez, 1794–1826; sajtó alá rend. Izsépy Edit; Egyetemi Könyvtár, Bp., 1985 (Fontes et studia)